# Canta quando torni a casa
Canta quando torni a casa (Sing Your Way Home) è un film del 1945 diretto da Anthony Mann. Ottenne una candidatura agli Oscar 1946 per la canzone I'll Buy That Dream.

## Trama
Alla fine della guerra, il reporter Steve Kimball vuole tornare quanto prima in patria dov'è atteso per un giro di conferenze. Per arrivare in tempo, accetta di fare da accompagnatore a un gruppo di ragazzi che erano rimasti bloccati in Europa a causa della guerra e deve adattarsi alla cuccetta che gli viene assegnata nel dormitorio comune. In mezzo ai quindici ragazzi, Steve scopre anche Bridget Forrester, rimasta separata dal padre giornalista sempre a causa degli eventi bellici, e ne vuole segnalare la presenza al capitano della nave. Kay Lawrence, una cantante costretta anche lei a dividere i ristretti spazii con gli altri passeggeri, rimprovera Steve per la sua mancanza di umanità. Il reporter cambia idea quando sente il capitano ordinare di far scendere dalla nave un altro clandestino e decide di non denunciare la ragazza.
Mentre lui comincia a innamorarsi di Kay, Bridget si prende una cotta per lui, respingendo invece le attenzioni di Jimmy, uno dei ragazzi del gruppo. Steve, dopo aver ricevuto l'ordine di non avvicinarsi alla sala radio di cui fino a quel momento aveva approfittato in maniera disinvolta per i suoi servizi di corrispondente di guerra, chiede a Bridget di aiutarlo a far partire delle comunicazioni facendole passare per messaggi amorosi. Durante la traversata, Steve organizza con i ragazzi uno spettacolo per il capitano. Bridget, decisa a soffiare Steve a Kay, combina un guaio con le comunicazioni via radio, facendo scrivere alla sua rivale un testo aggiunto che, decrittato, induce il redattore di Steve a credere che il suo giornalista sia l'autore del piano di pace degli Alleati. La notizia dello scoop esce a grandi titoli, mentre l'ignaro Steve - appena sbarcato dalla nave - viene preso in consegna da funzionari del Dipartimento di Stato che se lo portano via, mettendolo in una cella dove trova anche il capo redattore e l'editore del giornale.
Bridget, resasi conto di aver provocato l'arresto di Steve, cerca Kay alla quale spiega tutto. Steve, proprio mentre sta per essere strangolato dai suoi capi, viene salvato in extremis quando il Dipartimento lo rilascia. Kay, che è corsa da Steve per liberarlo, non riesce a presentarsi nel locale dove avrebbe dovuto esibirsi. Ma la serata - e lo spettacolo - vengono salvati da Bridget che, insieme a Jimmy, la sostituisce con successo.

## Produzione
Le riprese del film, prodotto dalla RKO Radio Pictures con il titolo di lavorazione Follow Your Heart, durarono dal 27 novembre a fine dicembre 1944.

### Canzoni
- Heaven Is a Place Called Home - musica di Allie Wrubel, parole di Herb Magidson
Eseguita da Glenn Vernon, David Forrest, James Jordan Jr., Patti Brill, Donna Lee, Nancy Marlow e altri - Ripresa da Anne Jeffreys
- Who Did It? - musica di Allie Wrubel, parole di Herb Magidson
Cantata da Marcy McGuire e coro
- Seven O'Clock in the Morning - musica di Allie Wrubel, parole di Herb Magidson
Cantata da Marcy McGuire con coro
- I'll Buy That Dream - musica di Allie Wrubel, parole di Herb Magidson
Cantata da Anne Jeffreys e coro - ripresa da Marcy McGuire e Glenn Vernon
- The Lord's Prayer - musica di Albert Hay Malotte
Cantata dal coro

## Distribuzione
Il copyright del film, richiesto dalla RKO Radio Pictures, Inc., fu registrato il 14 novembre 1945 con il numero LP1.